# Parkeisenbahn Wuhlheide
| |                     |                           |                           |
| Kursbuchstrecke (DB): | 12299               |                           |                           |
| Streckenlänge: | 7,50 km             |                           |                           |
| Spurweite: | 600 mm (Schmalspur) |                           |                           |
| Streckengeschwindigkeit: | 20 km/h             |                           |                           |
| |                     |                           |                           |
| Streckenverlauf |                     |                           |                           |
| \| \| 0,0 \| Hauptbahnhof \| Hauptbahnhof \| \| \| \| \| \| \| \| \| zulässige Fahrtrichtungen \| \| \| \| \| \| \| \| \| 0,7 \| Stadion \| Stadion \| \| \| 2,7 \| Bahnbetriebswerk \| Bahnbetriebswerk \| \| \| 0,8 \| Eichgestell \| Eichgestell \| \| \| 0,4 \| Haus Natur und Umwelt \| Haus Natur und Umwelt \| \| \| \| \| \| \| \| 1,1 \| Badesee \| Badesee \| \| \| 0,6 \| Wald \| Wald \| \| \| 0,2 \| Parkbühne \| Parkbühne \| \| \| \| \| \| \| \| \| \| \| \| \| \| \| \| \| \| 1,6 \| Badesee \| Badesee \| \| \| \| \| \| \| \| \| \| \| \| \| \| \| \| \| \| \| \| \| \| \| 0,5 \| Wuhlheide Parkeisenbahn \| Wuhlheide Parkeisenbahn \| |                     |                           |                           |
| Strecke von links · Bahnhof quer · Abzweig quer, von links und von rechts · Strecke quer · Strecke quer · Strecke von rechts | 0,0                 | Hauptbahnhof              | Hauptbahnhof              |
| Strecke · Kilometer-Wechsel · Strecke |                     |                           |                           |
| Strecke · Strecke · Strecke |                     | zulässige Fahrtrichtungen | zulässige Fahrtrichtungen |
| Strecke · Strecke geradeaus · Strecke geradeaus |                     |                           |                           |
| Strecke · Bahnhof · Strecke | 0,7                 | Stadion                   | Stadion                   |
| Abzweig geradeaus und ehemals nach links · Strecke von rechts (außer Betrieb) · Strecke · Bahnhof | 2,7                 | Bahnbetriebswerk          | Bahnbetriebswerk          |
| Bahnhof · Strecke (außer Betrieb) · Abzweig geradeaus und nach links · Kilometer-Wechsel quer · Strecke von rechts · Strecke | 0,8                 | Eichgestell               | Eichgestell               |
| Strecke · Strecke (außer Betrieb) · Strecke · Bahnhof · Strecke | 0,4                 | Haus Natur und Umwelt     | Haus Natur und Umwelt     |
| Strecke · Strecke (außer Betrieb) · Strecke geradeaus · Brücke · Brücke |                     |                           |                           |
| Strecke · Bahnhof (Strecke außer Betrieb) · Strecke · Strecke · Strecke | 1,1                 | Badesee                   | Badesee                   |
| Strecke · Strecke (außer Betrieb) · Strecke · ehemaliger Bahnhof · Strecke | 0,6                 | Wald                      | Wald                      |
| Strecke · Strecke (außer Betrieb) · Bahnhof · Strecke · Strecke | 0,2                 | Parkbühne                 | Parkbühne                 |
| Strecke · Strecke nach links (außer Betrieb) · Abzweig geradeaus und ehemals von rechts · Strecke · Strecke |                     |                           |                           |
| Strecke · Kilometer-Wechsel · Strecke geradeaus · Strecke geradeaus |                     |                           |                           |
| Strecke nach links · Strecke quer · Abzweig geradeaus und von rechts · Strecke · Strecke |                     |                           |                           |
| Bahnhof · Kilometer-Wechsel · Strecke | 1,6                 | Badesee                   | Badesee                   |
| Abzweig geradeaus und nach links · Strecke quer · Abzweig quer und nach rechts · Strecke nach rechts |                     |                           |                           |
| Kilometer-Wechsel |                     |                           |                           |
| Strecke |                     |                           |                           |
| Strecke geradeaus |                     |                           |                           |
| Kopfbahnhof Streckenende | 0,5                 | Wuhlheide Parkeisenbahn   | Wuhlheide Parkeisenbahn   |

Die Parkeisenbahn Wuhlheide (auch Berliner Parkeisenbahn, BPE und offiziell BPE Parkeisenbahn Wuhlheide gGmbH) ist eine vorwiegend von Kindern und Jugendlichen betriebene Schmalspurbahn in der Wuhlheide in Berlin-Oberschöneweide.

## Betrieb
Wie bei anderen ehemaligen Pioniereisenbahnen übernehmen Kinder und Jugendliche einen großen Teil des Betriebs. Sie sind für fast alle Dienstposten selbst verantwortlich. Dazu gehören Schaffner (ab neun Jahren), Schrankenwärter (ab zehn Jahren), örtliche Aufsichten, Zugführer (ab zwölf Jahren) sowie Fahrdienstleiter (ab fünfzehn Jahren). Lokführer und Rangierleiter dürfen dagegen nur Erwachsene (ab 18 Jahren) sein. In einem Kurssystem erlernen die Kinder mit fortschreitendem Alter immer weitere Qualifikationen und können sich unter anderem zum Wagenmeister, Lokführer oder Fernmeldetechniker ausbilden lassen. Über 170 Parkeisenbahner kümmern sich um den Betrieb der Bahn. Die Berliner Parkeisenbahn ist steuerrechtlich als gemeinnützig und in der Jugendarbeit als „Träger der freien Jugendhilfe“ anerkannt. Die Kinder- und Jugendarbeit liegt weitgehend in den Händen ehrenamtlicher Mitarbeiter. Bahnaufsichtsbehörde ist die Berliner Senatsverwaltung für Stadtentwicklung und Umwelt. Rechtsgrundlage für den Betrieb der Bahn ist seit 1980 die Bau- und Betriebsordnung für Pioniereisenbahnen. Durchschnittlich besuchen jedes Jahr ca. 60.000 Gäste die Bahn.

## Geschichte

### Entstehung

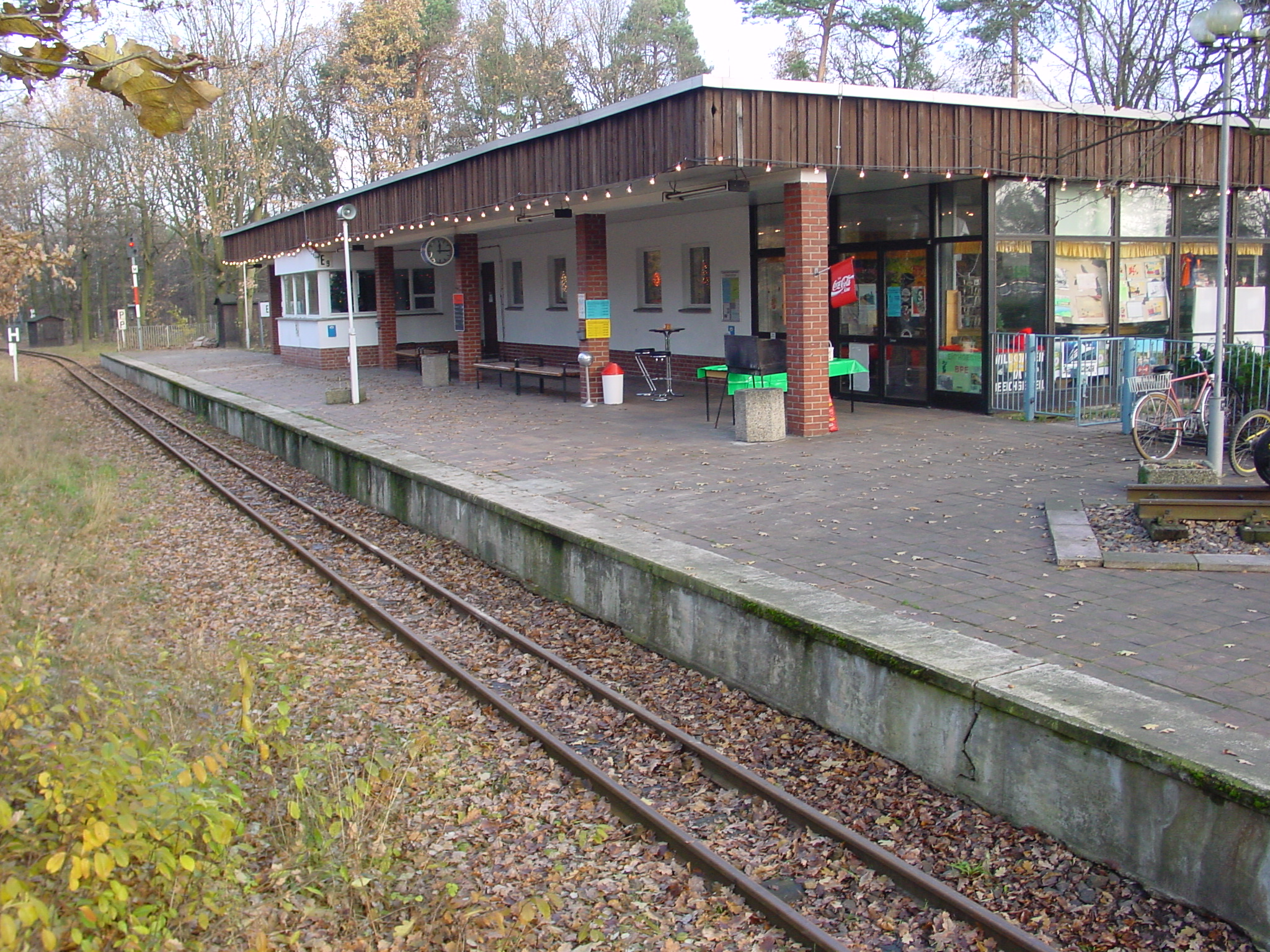
Der Bahnhof Eichgestell

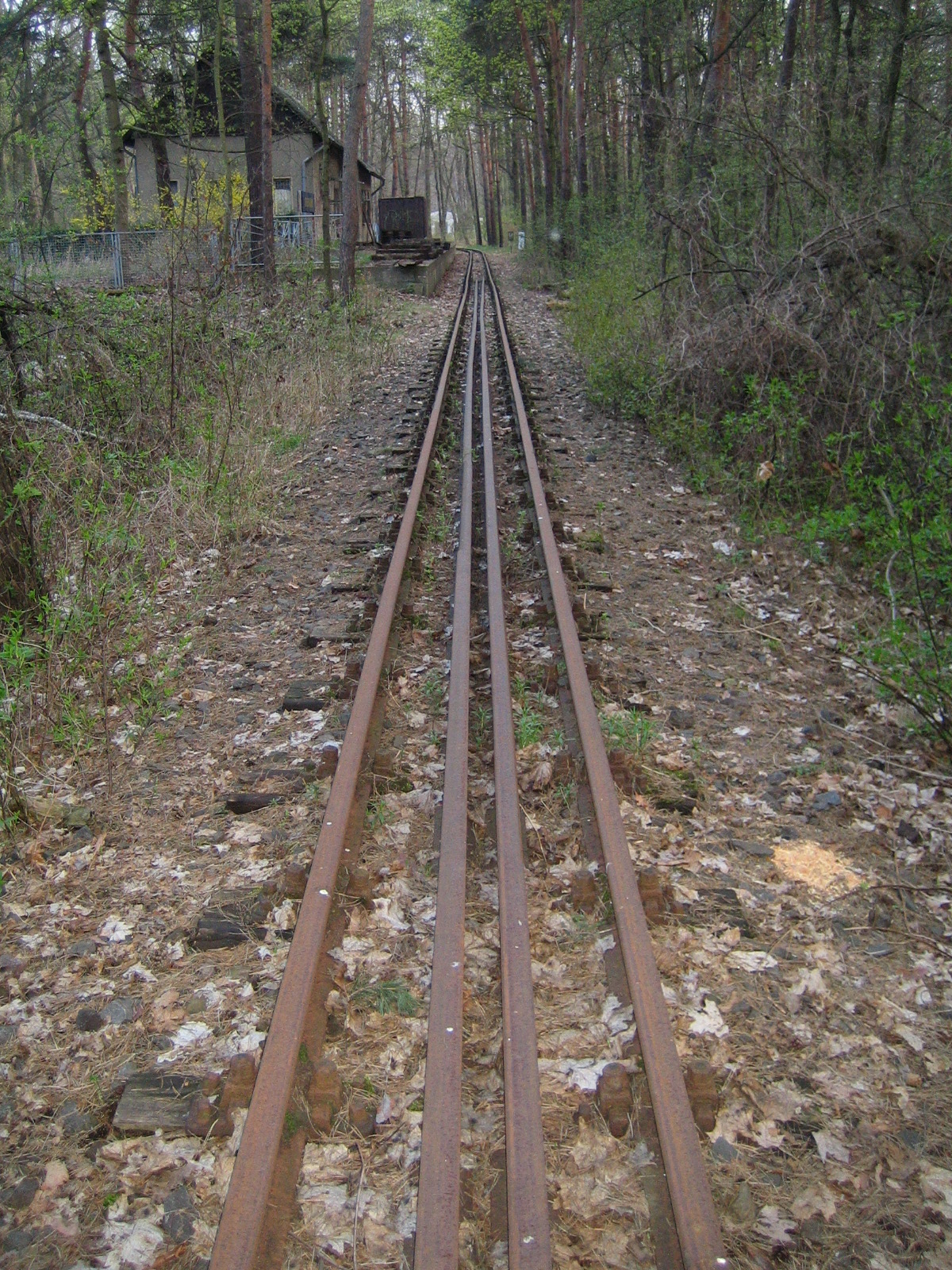
Gleis im Park

Bereits 1951 wurde im Pionierpark „Ernst Thälmann“ (damals noch Berliner Pionierrepublik genannt) eine Arbeitsgemeinschaft „Junge Eisenbahner“ gegründet, die auf dem Ostberliner Weihnachtsmarkt vor dem Berliner Dom mit Unterstützung und Fahrzeugen der Dresdner Pioniereisenbahn eine Liliputbahn betrieb. Weitere Erfahrung konnten die Pioniereisenbahner in den Sommermonaten auf einer Schmalspurbahn im Zittauer Gebirge sammeln.
1954 wurde dann die Trasse im Wuhlheider Park vermessen, der Bau aber erst 1956 angegangen: Am 3. Januar 1956, dem 80. Geburtstag des Präsidenten der DDR, Wilhelm Pieck, verkündeten Verkehrsminister Erwin Kramer und die Führung der Deutschen Reichsbahn (DR), im Pionierpark „Ernst Thälmann“ eine Pioniereisenbahn (PE) nach dem Vorbild anderer Pioniereisenbahnen in der DDR und der Sowjetunion zu bauen. Die Eisenbahn wurde in nur sechs Monaten Bauzeit durch die ehrenamtliche Arbeit von tausend Eisenbahnern und vielen Freiwilligen aus der Berliner Bevölkerung fertiggestellt.

### Pioniereisenbahn
Am 10. Juni 1956, dem Tag des Eisenbahners, wurde sie von Verkehrsminister Kramer eröffnet und dem Magistrat von Ostberlin als Rechtsträger übergeben. Sie hatte damals als Fahrzeugbestand zwei Diesellokomotiven und acht halboffene Personenwagen. Sie war die sechste Pioniereisenbahn in der DDR. Die Streckenlänge betrug 6,9 km. Die Pioniereisenbahn diente auch in erheblichem Maß der Nachwuchsförderung für die Deutsche Reichsbahn.
1963 erhielten die jugendlichen Eisenbahner Uniformen von der DR, die denjenigen der DR weitgehend entsprachen. Für die jüngeren Mitarbeiter gab es allerdings auch kurze Hosen.
1973 wurden in Vorbereitung auf die X. Weltfestspiele der Jugend und Studenten sämtliche Betriebsanlagen generalüberholt. Dabei wurden auch die Fahrzeuge modernisiert. 1978 übernahm die DR die Betriebsführung der Bahn als einzige der Pioniereisenbahnen in der DDR. Alle anderen blieben kommunale Einrichtungen. Die DR sah in der Bahn in erster Linie eine Ausbildungseinrichtung. Das Publikumsinteresse an der Bahn trat dadurch in den Hintergrund, auf hohe Fahrgastzahlen wurde kein Wert gelegt. So stand im Vordergrund, eine „moderne“ Bahn zu haben. Dies führte auch dazu, dass historisches Wagenmaterial nicht erhalten wurde.
Mit dem Bau des Pionierpalastes 1979 musste die südlich des Badesees gelegene Strecke auf dessen Nordseite verlegt und der damalige Bahnhof Badesee aufgegeben werden. Der Bahnhof Pionierpalast (heute Eichgestell) entstand neu. Die Streckenlänge betrug nun 7,2 km.
1982 wurde als Betriebsreserve eine weitere Diesellokomotive beschafft, Ns 4. In der zweiten Hälfte der 1980er Jahre kam es zu einem Umdenken hinsichtlich des historischen Wertes der Bahn. 1987 erhielt die PE deshalb mit einer restaurierten Lokomotive der Berliner Trümmerbahn von LOWA ihre erste Dampflokomotive.

### Nach der Wende

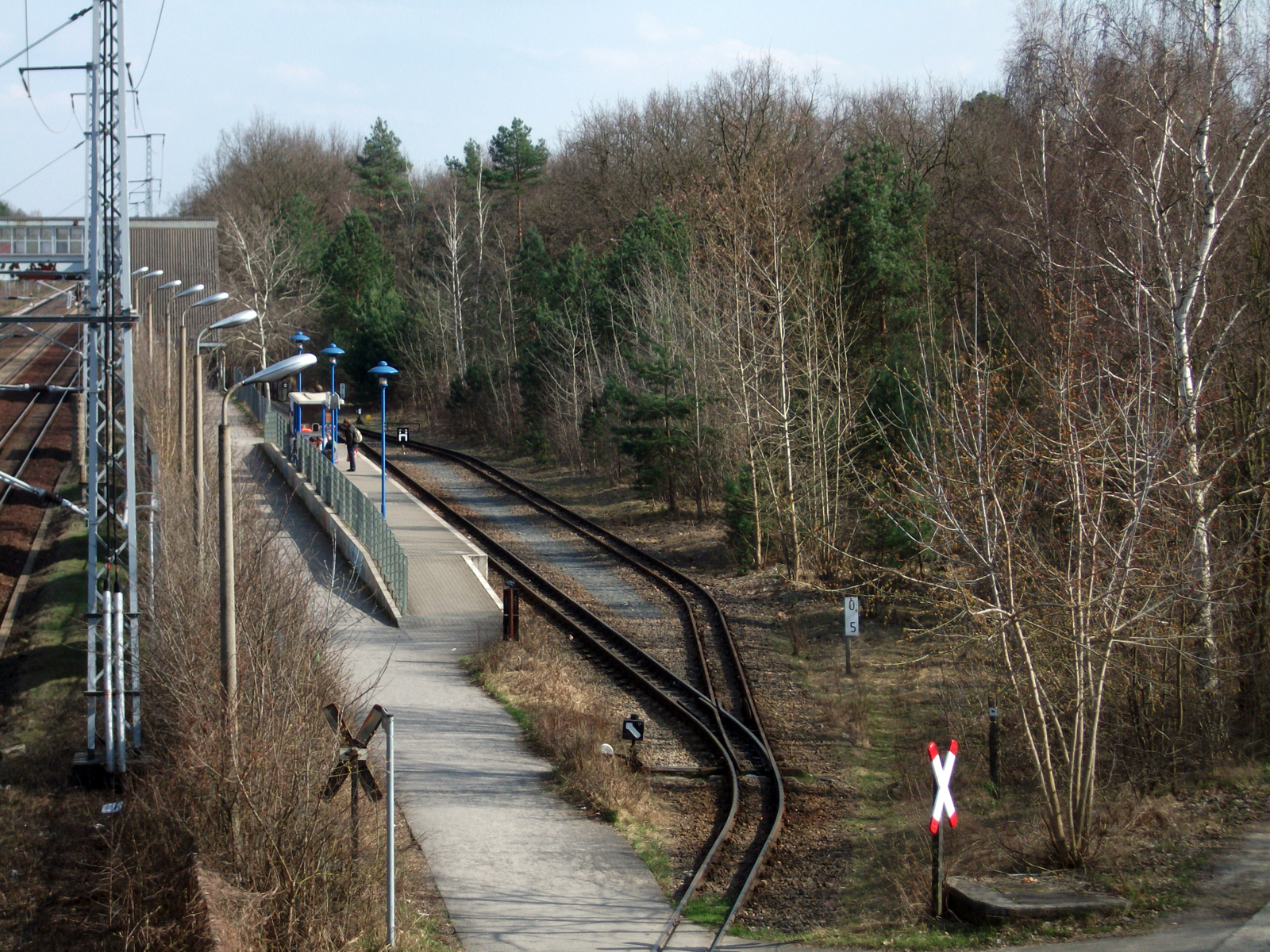
Bahnhof Wuhlheide-Parkeisenbahn

1990 wurde die Pioniereisenbahn Berlin in Berliner Parkeisenbahn umbenannt, die Betriebsführung blieb aber zunächst in den Händen der DR, wo sie als Abteilung des Instandhaltungswerks für Signal- und Telekommunikationstechnik geführt wurde. Einerseits ergab sich durch die wirtschaftlichen Folgen der Wiedervereinigung Deutschlands eine Bedrohung für den Weiterbestand der BPE, andererseits entstanden unterstützende Vereine, die Schmalspurbahn-Freunde Berlin e. V. und der Förderverein der Berliner Parkeisenbahn e. V.  Spätestens seit 1992 drängte die Deutsche Reichsbahn darauf, aus der Verantwortung für die BPE entlassen zu werden. In dieser schwierigen Zeit wurde auch das Projekt eines Anschlusses der Berliner Parkeisenbahn an den Bahnhof Berlin Wuhlheide der S-Bahn Berlin angegangen: Zur Saisoneröffnung am 28. März 1992 schlug der damalige Senator für Jugend und Familie, Thomas Krüger, früher selbst einmal Pionier-Eisenbahner, symbolisch den ersten Schwellennagel für das Projekt ein. Der tatsächliche Baubeginn erfolgte aber erst am 15. August 1993.
1992 fand in der Wuhlheide das II. Internationale Feldbahntreffen statt, bei dem zahlreiche Gastfahrzeuge auf den Gleisen der Parkeisenbahn zu besichtigen waren. Es wurde zu einem glänzenden Werbeerfolg der Berliner Parkeisenbahn und gab den Schwung, die Bahn in die Trägerschaft einer GmbH zu überführen. Im gleichen Jahr konnten zwei weitere Dampflokomotiven als Leihgaben in Betrieb gehen: Die Merapi und die Bielefeld. So konnte kurz vor Weihnachten 1992 erstmals Betrieb mit drei Dampflokomotiven gleichzeitig geboten werden. Eine vierte Dampflokomotive, Luise Las, folgte – ebenfalls als Leihgabe – 1994.
Zum 1. April 1993 ging der Betrieb auf die „Berliner Parkeisenbahn gemeinnützige Gesellschaft mbH“ (BPE) über, deren Gesellschafter heute die Vereine „Schmalspurbahn-Freunde Berlin“ (SBF) und Dampf-Kleinbahn Mühlenstroth sind.
Am 15. Oktober 1993 wurde die neue, 0,6 km lange Strecke vom Bahnhof Badesee zum S-Bahnhof Wuhlheide eröffnet – wieder durch den Senator für Jugend und Familie, Thomas Krüger. Die Planung hatte noch die DR durchgeführt, finanziert wurde der Bau durch den Senat von Berlin. 1995 wurde, nachdem der Fuhrpark immer weiter gewachsen war, die Betriebswerkstatt um eine neue Werkstatthalle ergänzt. Am 3. Oktober 1995 besuchte der Regierende Bürgermeister, Eberhard Diepgen, die Berliner Parkeisenbahn.
Seit 1997 im Stellwerk Badesee ein sogenannter Selbststellbetrieb eingerichtet wurde, kann der Betrieb auf dieser Strecke bei unbesetztem Stellwerk automatisiert durchgeführt werden.

### 2006–2010

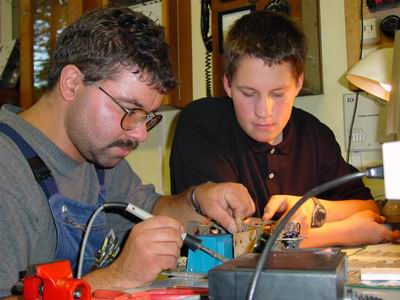
Jugendarbeit bei der BPE: AG Fernmeldetechnik

2006 wurde die BPE in „Parkeisenbahn Wuhlheide“ umbenannt, während die Betreibergesellschaft weiter unter der Bezeichnung „BPE Berliner Parkeisenbahn gemeinnützige Gesellschaft mbH“ firmiert.
Im Frühjahr 2007 wurden durch Brandstiftung im Bahnbetriebswerk der BPE zahlreiche Fahrzeuge zerstört oder beschädigt. Ein Großteil der Schäden konnte bis Ende 2007 behoben werden.
Am 27. März 2010 konnte der neue Bahnhof Haus Natur und Umwelt, der sich an der Strecke Badesee–Freilichtbühne befindet, in Betrieb genommen werden. Der Bahnhof wurde 2020 in Parkbühne umbenannt.

### Missbrauchsaffäre (2011)
Im Oktober 2011 wurde bekannt, dass es in den vorangegangenen Jahren zum sexuellen Missbrauch von Kindern und Jugendlichen durch bei der Parkeisenbahn tätige Erwachsene gekommen war. Die Täter wurden strafrechtlich verfolgt. Einige der Beschuldigten waren auch bei anderen Eisenbahnvereinen tätig. Zur Aufarbeitung des Geschehens und zur Neuausrichtung der Parkeisenbahn wurde bei der Berliner Senatsverwaltung für Bildung, Jugend und Wissenschaft ein runder Tisch eingerichtet. Zum Beauftragten für den Aufarbeitungs- und Weiterentwicklungsprozess bei der Einrichtung wurde der frühere Bürgermeister von Treptow-Köpenick Klaus Ulbricht berufen. Die Betreibergesellschaft reagierte, nachdem ihr die Vorfälle bekannt geworden waren, durch sofortige Entlassung der Beschuldigten und informierte die Eltern aller Parkeisenbahner sowie die Behörden. Es wurden Seminare zur Missbrauchsprävention durchgeführt, von allen Beschäftigten und ehrenamtlichen Mitarbeitern polizeiliche Führungszeugnisse eingefordert und ein neues pädagogisches Konzept erarbeitet. Außerdem wurden eine Kinderschutzbeauftragte engagiert, verstärkte Mitspracherechte der betreuten Kinder und Jugendlichen eingeführt und durch bauliche Maßnahmen Transparenz geschaffen. Seit den Missbrauchsfällen gibt es Kinder- und Jugendvertreter.

### 2013–2018
2013 konnte die erste von zwei durch den Senat finanzierten Pädagogenstellen besetzt werden.
Seit Jahresmitte 2014 unterstützen zwei Pädagogen des Kooperationspartners „tjfbg“ (Technische Jugendfreizeit- und Bildungsgesellschaft gGmbH). 2014 richtete die Parkeisenbahn als Großereignis das Mitarbeiterfest zum 90-jährigen Jubiläum der S-Bahn Berlin aus.
2015 wurde durch Beginn der Zusammenarbeit mit der Berliner Sparkasse begonnen, den abgestellten Salonwagen umzubauen und ihn wieder betriebsfähig zu machen.
Zur Saisoneröffnung 2016 wurde der umgebaute Salonwagen jetzt KNAX-Wagen, dem Publikum vorgestellt und ist seitdem im Fahrbetrieb im Einsatz, er kann z. B. für Kindergeburtstage gebucht werden. Am 18./19. Juni 2016 feierte die Parkeisenbahn ihren 60. Geburtstag, es gab eine Fahrzeugparade, ein buntes Programm und es sind Dampf- und Dieselzüge auf allen befahrbaren Strecken unterwegs gewesen.
2017 wurde zwischen der Parkeisenbahn und Theo e. V. eine enge Zusammenarbeit beschlossen. Um dies auch der Öffentlichkeit zu zeigen, wurde der Personenwagen 6201 nach erfolgreicher Revision als Theo-Wagen mit Figuren aus den Theo Geschichten wieder in Betrieb genommen. 2017 wurde der Bahnhof Freilichtbühne in Bahnhof Stadion umbenannt und der Bahnsteig am Bahnhof Hauptbahnhof wurde die gesamte Fläche wieder nutzbar gemacht, dazu wurden Blumenbeete entfernt. Im Rahmen dieser Umgestaltung wurden für die Kinder- und Jugendarbeit an der Ostseite des Bahnhofes eine Aufenthalts- und Veranstaltungsfläche geschaffen.
Das Instandhaltungsprogramm der Wagen wurde 2018 weitergeführt, die Havelländische Eisenbahngesellschaft (HVLE) unterstützte die Parkeisenbahn beim Wagen 6202, dieser wurde in Farben der HVLE gestaltet. Als Besonderheit wurde der Wagen mit einem Dienstraum ausgestattet, der als Steuerwagen umgebaut werden kann; das ist einmalig bei einer Parkeisenbahn. 2018 konnte auch durch die Finanzierung einer Privatperson der offene Sommerwagen 6311 aufgearbeitet und in Betrieb genommen werden; dieser hat ein rollstuhlgerechtes Abteil und eine hohe Sitzplatzkapazität.

### 2019–2024
Der Traditionszug, bestehend aus den Personenwagen 6102, 6104, 6310 und dem Packwagen 6060, konnte 2019 nach umfangreicher Revision wieder in Betrieb genommen werden. Im September organisierte die Parkeisenbahn ein Dampfspektakel, der Fahrplan der Veranstaltung wurde nicht nur mit Loks der Parkeisenbahn gefahren, es waren Gastdampflokomotiven aus ganz Deutschland zu Besuch und der Theo e. V. hat das Bühnenprogramm gestaltet. Ebenfalls 2019 wurde der Wagen 6205, der letzte der geschlossenen Personenwagen, hauptuntersucht. Dies konnte durch die Unterstützung der NEB (Niederbarnimer Eisenbahn) geschehen, der Wagen wurde vor den Nikolausfahrten wieder in Betrieb genommen. Es wurde mit Gleisbauarbeiten zwischen den Bahnhöfen Badesee und Betriebswerk begonnen, die durch eine öffentliche Spendensammlung (Schwellenpartnerschaft) finanziert wurde.
Der Bahnhof Haus Natur und Umwelt wurde vor Saisonbeginn 2020 in Bahnhof Parkbühne umbenannt. Der Bahnhof Betriebsbahnhof wird nach erfolgter Streckensanierung mit der Betriebsaufnahme auf der Strecke in Haus Natur und Umwelt umbenannt. Die Strecke ist noch gesperrt und soll in der Saison 2023 eröffnet werden. Die umfangreichen Gleisbauarbeiten zwischen den Bahnhöfen Badesee und Betriebswerk werden fortgeführt und auf den Innenring in Richtung Betriebsbahnhof (inzwischen Haus Natur und Umwelt) ausgeweitet.
2021 wurde der Streckenabschnitt von der Unterführung (der Bahnübergang 30 der Parkeisenbahn) bis zum Bahnhof Wuhlheide saniert und teilweise verlegt, das geschah alles im Zuge der Sanierung des Nordzugangs in die Wuhlheide. Im Betriebswerk wurde das Gleis 1 saniert, es wurde mit der Aufarbeitung für die Wiederindienststellung der Diesellok 199 101 und des Personenwagen 6307 begonnen. Aufgrund der Corona-Pandemie konnte teilweise kein oder nur eingeschränkter Zugbetrieb durchgeführt werden.
Die Strecke vom Bahnhof Badesee zur Abzweigstelle Freilichtbühne über den Haltepunkt Betriebsbahnhof (bei Eröffnung Haus Natur und Umwelt) war seit 2005 gesperrt. Sie wurde im Mai 2024 wiedereröffnet.

## Bahnhöfe
Laut Dienstordnung der Parkeisenbahn werden auch Haltepunkte im Umgang mit Fahrgästen als Bahnhöfe bezeichnet.

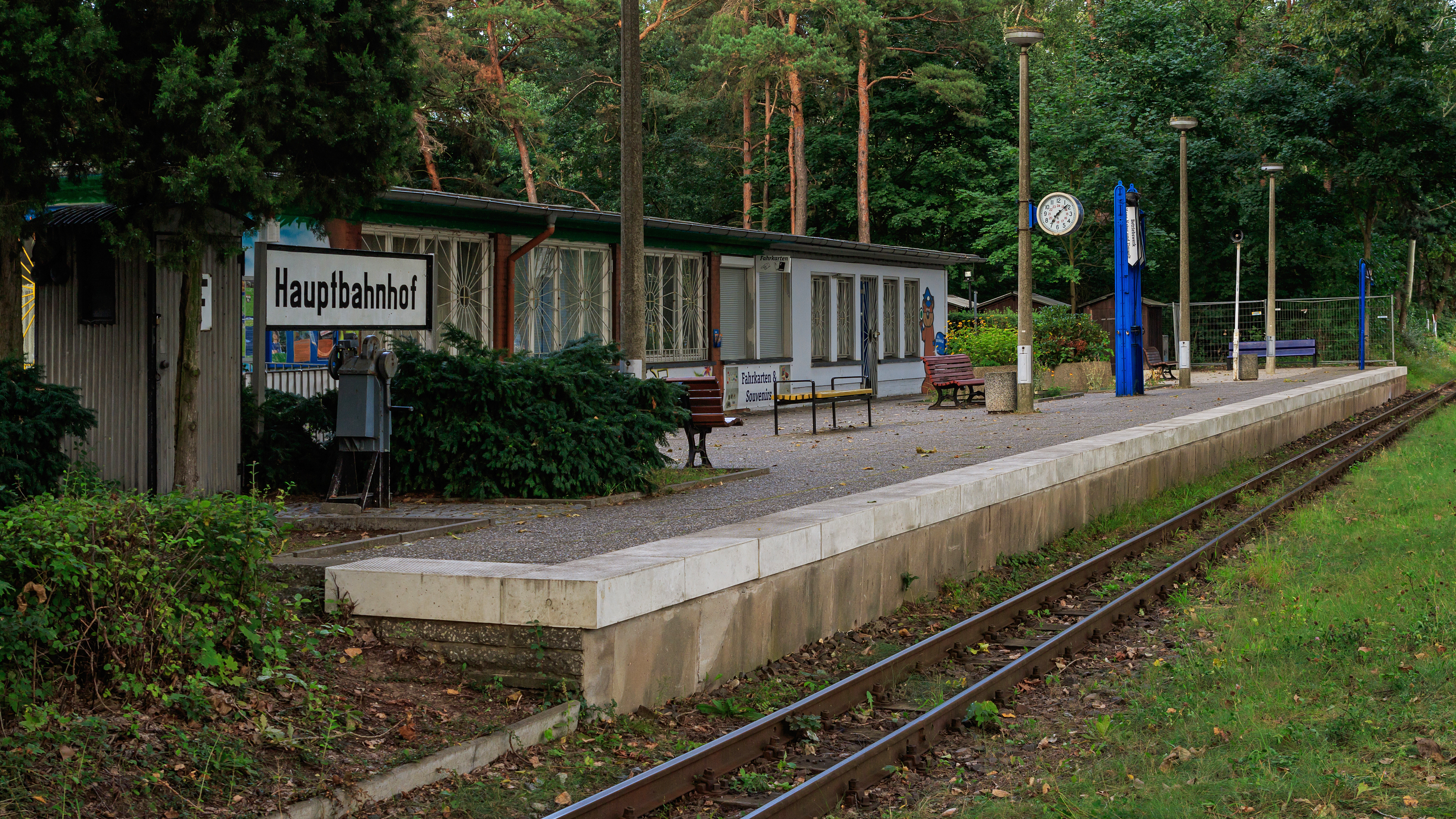
Hauptbahnhof

### Hauptbahnhof
Mit seiner Nähe zum Haupteingang des Freizeit- und Erholungszentrums (FEZ) stellt dieser Bahnhof den betrieblichen Mittelpunkt der Parkeisenbahn dar. Ursprünglich befand sich in einem Teil des Bahnhofes eine Mitropa-Gaststätte namens „Mäxchen Pfiffig“. Heute sitzt hier die Betriebs- und Geschäftsleitung der BPE.

### Eichgestell
Der Bahnhof wurde 1978 als Ersatz für den aufgegebenen Bahnhof Badesee errichtet; auf dem Bahnsteig befindet sich auch das gleichnamige Stellwerk. Am Eichgestell beginnt auch die Strecke des 500mm Feldbahnprojektes. Etwas südlich des heutigen Bahnhofs befand sich bis in die 1970er Jahre eine Blockstelle gleichen Namens. Am Bahnhof liegt ein großer Parkplatz, der zum FEZ gehört.

### Badesee
Der heutige Bahnhof Badesee hieß früher Puppentheater. Nach Schließung des in der Nähe gelegenen Puppentheaters wurde der Bahnhof in Pionierzentrum umbenannt. Mit der politischen Wende erhielt er seinen heutigen Namen.
Einen Bahnhof Badesee hatte es bereits an der 1978 beim Bau des Pionierpalastes abgebrochenen Strecke südlich des Badesees gegeben. Der Badesee liegt etwa 200 m entfernt; näher am See liegt der 2010 in Betrieb genommene Bahnhof Parkbühne Wuhlheide.

### Wuhlheide Parkeisenbahn
Der Bahnhof wurde im Oktober 1993 eingeweiht, als die Strecke bis zum S-Bahnhof Wuhlheide (Linie S3) verlängert wurde. Er verfügt über einen Bahnsteig mit Fahrkartenverkauf und ein Umsetzgleis.

### Parkbühne
Dieser Haltepunkt wurde im Jahr 2009 errichtet und am 27. März 2010 in Betrieb genommen. Bis zur Umbenennung zum Saisonbeginn 2020 hieß der Haltepunkt Haus Natur und Umwelt. Die baulichen Anlagen beschränken sich auf einen Bahnsteig und eine Fernsprechsäule. Von hier aus lassen sich unmittelbar die Parkbühne (früher Kindl-Bühne), das Haus Natur und Umwelt, der Badesee und der große Spielplatz erreichen.

### Stadion
Der Bahnhof hieß zunächst Rollschuhbahn, dann bis 2016 Freilichtbühne. Das Bahnhofsgebäude stammt aus der Anfangszeit der Parkeisenbahn und liegt direkt an der kleinen Freilichtbühne.

### Bahnbetriebswerk
Mit Wagenhalle, Lokhalle, Werkstatt und Sozialräumen ist das Bahnbetriebswerk der technische Mittelpunkt der Berliner Parkeisenbahn. Hier werden die Loks und Wagen seit 1956 größtenteils instand gesetzt und gewartet. Gelegentlich finden hier Veranstaltungen für das Publikum statt.

### Wald
Dieser im Streckenabschnitt zwischen den heutigen Betriebsstellen Badesee und Betriebsbahnhof in km 0,6 gelegene Haltepunkt bestand lediglich aus einem Bahnsteig in einer Wagenlänge. Er diente als Bedarfshalt der Anbindung des nahe gelegenen Waldhauses, in dem die Leitung des Pionierparks und der Pioniereisenbahn domizilierten. Die Existenz des Haltepunkts ist für die 1960er Jahre belegt. Wann der Haltepunkt außer Betrieb genommen wurde, ist nicht bekannt.

### Haus Natur und Umwelt
Der Bahnhof hieß zunächst Bärenzwinger. Später bezog die Leitung der Pioniereisenbahn das Gebäude, die zuvor im sogenannten Waldhaus ihren Sitz hatte. Der Bahnhof wurde in diesem Zusammenhang zum Betriebsbahnhof umbenannt.
Wegen einer sanierungsbedürftigen Brücke über die Rohrlake wurde dieser Bahnhof über 20 Jahre nicht bedient. Im Jahr 2023 sollte die Strecke wieder in Betrieb genommen werden, jedoch wegen Verzögerung durch u. a. die Corona-Pandemie wurde die Eröffnung der Strecke in das Jahr 2024 verschoben.
Im Mai 2024 wurde die Strecke wieder reaktiviert. Der Name Betriebsbahnhof wurde in diesem Zusammenhang in Haus Natur und Umwelt umbenannt.

## Fahrbetrieb
Fahrbetrieb findet von März bis Oktober statt. Am Wochenende verkehrt die Bahn im 18-Minuten-Takt oder im 35-Minuten-Takt (in den Sommerferien alle 35 Minuten) und an Ferien-Wochentagen (Montag bis Freitag) alle 35 Minuten über die Bahnhöfe Hauptbahnhof, Eichgestell, Badesee, Wuhlheide-Parkeisenbahn, Parkbühne und Stadion (Linie 5). Der erste Zug fährt am Hauptbahnhof um 10:00 Uhr ab. Regelmäßig kommt dabei der historische Zug zum Einsatz. Von 12:30 Uhr bis 13:30 Uhr findet eine Mittagspause statt, denn eine Pause von einer Stunde ist für Kinder und Jugendliche vorgeschrieben.
In den Wintermonaten wird die Bahn nur ausnahmsweise, wie z. B. für Nikolausfahrten in der Adventszeit, betrieben.
Im Jahr 2018 hatte die Parkeisenbahn 70.000 Fahrgäste gezählt.
In den Sommerferien 2019 konnte die Parkeisenbahn ihren 4.000.000. Fahrgast seit der Eröffnung im Jahr 1956 begrüßen. Zum Nikolausfahrbetrieb im Jahr 2016 konnte der 1.000.000ste Fahrgast seit der Privatisierung 1993 gezählt werden.

### In Zukunft
- Das Betriebswerk soll sich in Zukunft auch verändern z. B. neue Hallen, neuer Bahnsteig, neue Sicherungstechnik und vieles mehr.
- Es gibt Überlegungen, die Strecke um ca. 1,8 km in den westlichen Bereich der Wuhlheide zu verlängern. Es soll einen Bahnhof an der Treskowallee und einen Haltepunkt am Modellpark geben. Der Bezirk bestätigt die grundsätzlich hohe Bedeutung einer Angebotserweiterung (Streckenverlängerung) der Parkeisenbahn. Der Parkeisenbahn fehlt es aber an Personal für den Bau und Betrieb der Strecke.
- Weitere Überlegungen sind die Anbindung des S-Bahnhofs ans Betriebswerk durch ein Gleisdreieck am Bahnhof Badesee und die Anbindung zwischen Eichgestell und Parkbühne (HNU).[29]

### Fertige Projekte
- Neue Sicherungstechnik im Betriebswerk, unter anderem wurden Hl-Signale aufgestellt.
- Umverlegung der Strecke nach Wuhlheide Parkeisenbahn im Zuge der Neugestaltung des Eingangsbereichs am S-Bahnhof.[30]

## Fahrzeuge
| Name      | Hersteller      | Eigentümer | in der Wuhlheide | Herkunft                                           | Bemerkung          | Traktionsart |
| --------- | --------------- | ---------- | ---------------- | -------------------------------------------------- | ------------------ | ------------ |
| Luise     | Fablok          | Privat     | 09/1994          | Zuckerfabrik Wozuczyn (Polen)                      | ex 750mm Spurweite | Dampf        |
| Merapi    | Hanomag         | Privat     | 10/1992          | Zuckerplantage Insel Java                          | ex 700mm Spurweite | Dampf        |
| Klaus     | LKM Babelsberg  | SBF        | 10/1987          | VEB Ziegelkombinat Karl-Marx-Stadt                 |                    | Dampf        |
|           | Henschel & Sohn | Privat     | 12/2005          | Technisches Denkmal                                | Brigadelok         | Dampf        |
| Teckel    | Deutz/Köln      | SBF        | 10/1987          | VEB Küstenschutz Rostock                           |                    | Diesel       |
| Harry     | LKM/Babelsberg  | SBF        | 11/1991          | VEB Eisengießerei „Hans Ammon“                     |                    | Diesel       |
| Siegfried | LKM/Babelsberg  | SBF        | 03/1992          | Ziegelei Plau am See in Mecklenburg                |                    | Diesel       |
| Krimhild  | LKM/Babelsberg  | SBF        | 03/1992          | Ziegelei Plau am See in Mecklenburg                |                    | Diesel       |
| Hagen     | LKM/Babelsberg  | SBF        | 08/1991          | Tongrube Eichow / Krs. Calau Niederlausitz         |                    | Diesel       |
| Else      | LKM/Babelsberg  | SBF        |                  |                                                    | Abgestellt         | Diesel       |
|           | LKM/Babelsberg  | BPE        | 03/1970          | fabrikneu an die Pioniereisenbahn Berlin geliefert |                    | Diesel       |
| Gunter    | LKM/Babelsberg  | BPE        | 03/1973          | fabrikneu an die Pioniereisenbahn Berlin geliefert |                    | Diesel       |
| Ute       | LKM/Babelsberg  | BPE        | 06/1983          | VEB Ziegeleikombinat Rostock                       | ex 750mm Spurweite | Diesel       |
| Schöma    | Schöma          | BPE        | 03/2012          | fabrikneu an die Parkeisenbahn Berlin geliefert    |                    | Diesel       |

| Wagen-Nr.        | Spitzname/Gattung | Sitzplätze | LüP in m | Eigentümer | Ausstattung                               | Bemerkung                                   |
| ---------------- | ----------------- | ---------- | -------- | ---------- | ----------------------------------------- | ------------------------------------------- |
| 6060             | Milchwagen        | 9          | 10,0     | SBF        | Rollstuhl-, Kinderwagenabteil, Dienstraum | Personenwagen im Historischen Zug           |
| 6102             |                   | 28         | 8,57     | SBF        | Ofenheizung                               | Personenwagen im Historischen Zug           |
| 6104             |                   | 28         | 8,57     | SBF        | Ofenheizung                               | Personenwagen im Historischen Zug           |
| 6206             |                   | 36         | 13,10    | SBF        |                                           | Abgestellt soll in den Historischen Zug     |
| 6201             | Theo              | 31         | 13,0     | BPE        | Heizung                                   |                                             |
| 6202             | HVLE              | 31         | 12,90    | BPE        | Heizung                                   | Steuerwagen (in Umarbeitung) für Lok Schöma |
| 6203             | Knax              | 31         | 12,90    | BPE        | Heizung                                   |                                             |
| 6205             | Heidi             | 31         | 13,10    | BPE        | Heizung                                   |                                             |
| 6207             |                   | 31         | 13,10    | PE Cottbus |                                           | Dauerleihgabe nach Cottbus                  |
| 6303             | Berliner          | 24         | 6,23     | BPE        | offener Wagen                             |                                             |
| 6304             | Berliner          | 16         | 5,90     | BPE        | Rollstuhl-, Kinderwagenabteil             |                                             |
| 6305             | Cottbuser         | 24         | 7,13     | BPE        | offener Wagen                             |                                             |
| 6306             | Cottbuser         | 24         | 7,28     | BPE        | offener Wagen                             |                                             |
| 6307             | Cottbuser         | 24         | 7,90     | BPE        | halboffener Wagen                         |                                             |
| 6310             |                   | 32         | 9,60     | BPE        | halboffener Wagen                         |                                             |
| 6311             |                   | 41         | 13,0     | BPE        | halboffener Wagen                         | Rollstuhl-, Kinderwagenabteil               |
| Güterwagen       |                   |            |          |            |                                           |                                             |
| 6002             | Ow                | 0          | 4,70     | BPE        |                                           |                                             |
| 6013             | GGw               | 0          | 5,56     | SBF        |                                           |                                             |
| 6014             | OOw               | 0          | 6,82     | BPE        |                                           | großer O-Wagen                              |
| 6031             | SSkw              | 0          | 10,64    | BPE        | Ladekran                                  | Plattenwagen                                |
| 6042             | Zw                | 0          | 4,10     | BPE        | Fassungsvermögen 2,5m3                    | Wasserlore                                  |
| 6052             | Pw4               | 0          | 8,55     | SBF        |                                           | Gepäckwagen                                 |
| 6053             | Pw4               | 0          | 10,70    | BPE        | (Hilfszug/-wagen)                         | Gerätewagen                                 |
| 6831 bis 6834    |                   | 0          | 3,80     | BPE        | Schottertüte (Schotterwagen)              | 4 Fahrzeuge im Bestand                      |
| Schienenmotorrad | schMot            | 2          | 2,22     | Privat     | Yamaha XVS DragStar Baujahr 1997          | Umbau 1998                                  |

Stand: 28. Januar 2023

### Dampfloks

#### Klaus
Nach dem Ende des Zweiten Weltkrieges reichten die Transportkapazitäten der vorhandenen überalterten Feldbahnen nicht aus, die riesigen Trümmermassen aus der Stadt zu fahren. Neue Feldbahnlokomotiven wurden dringend benötigt. Die traditionsreiche Lokomotivfabrik Orenstein & Koppel in Potsdam-Babelsberg am Rande Berlins – 1948 auf Weisung der sowjetischen Militäradministration in Deutschland (SMAD) in Lokomotivbau Karl Marx Babelsberg umbenannt – nahm 1950 die Produktion von Baulokomotiven wieder auf.
Auf den Berliner Trümmerbahnen kam überwiegend die 70-PS-Variante zum Einsatz, so auch die Lokomotive 44. Über deren Einsatz nach der Trümmerbahnzeit ist wenig bekannt, doch deutet vieles auf einen Einsatz bei der Bau-Union – später VEB Tiefbau – hin. Zuletzt war sie als Heizlokomotive im Ziegelkombinat Crimmitschau in Betrieb. Dort wurde sie nach langer Abstellzeit 1979 von der Arbeitsgemeinschaft Verkehrsgeschichte geborgen und mit Hilfe des Märkischen Museums nach Berlin geholt. In acht Jahren Freizeitarbeit gelang es, die Lokomotive wieder betriebsfähig aufzuarbeiten. Sie ist seit 1987 wieder bei der Berliner Parkeisenbahn im Einsatz und wurde 2011 nach dem Bahnhistoriker Klaus Jünemann benannt.

#### Luise Las
Nach dem Überfall des Deutschen Reiches auf Polen 1939 wurde auch die polnische Lokomotivfabrik Fablok in Chrzanów (Krenau) kriegsverpflichtet und dem Henschel-Konzern unterstellt. Henschel ließ in Krenau unter anderem einhundert 600-mm-Bn2t Baulokomotiven des Typs Riesa herstellen. Nach dem Krieg setzte Chrzanów die Produktion der Lokomotive in leicht überarbeitetem Konzept, überwiegend mit 750 mm Spurweite, als Typ Rys (Luchs) fort. Um einerseits die für schwaches Gleismaterial mit 5,5 t recht hohe Achslast zu senken und anderseits das Reibungsgewicht der Lokomotive zu erhöhen, wurden 1948 zwei Lokomotiven mit dreiachsigem Fahrwerk gebaut, die noch mit Rys-Kesseln der Sosnowiecer Kesselfabriken (Chrzanów hat nie eine eigene Kesselproduktion gehabt) ausgerüstet waren. 1952 lieferte die Fabrik in Chrzanów die Lokomotive 3043 mit dem Kessel Torun 1640/52 an die Zuckerfabrik in Wożuczyn in Südost-Polen. Sie war dort bis etwa 1978 im Einsatz.
Nach zirka 15 Jahren Abstellzeit wurde sie in das Ausbesserungswerk ZNTK Piła (Schneidemühl) geholt, von 750 auf 600 mm umgespurt, hauptuntersucht, für den Einsatz auf der Berliner Parkeisenbahn mit Kobelschornstein ausgerüstet und über Interlok Pila nach Deutschland verkauft. Der Eigentümer hat die Lokomotive über den Leihnehmer SBF in den Fahrzeugpark der Berliner Parkeisenbahn eingestellt. Hier fand die Abnahme durch die Bahnaufsicht des Landes Berlin am 30. September 1994 statt. Am 1. Oktober 1994 wurde die Lokomotive erstmals im Personenverkehr eingesetzt.

#### Merapi
Ab 1923 lieferte Hanomag zehn baugleiche Dampflokomotiven an die Oie Tiong Ham Fabrieken Semarang auf Java. Eine weitere Maschine wurde an die Zuckerfabrik Klein Wanzleben bei Magdeburg geliefert. Die Merapi gehörte zu den nach Java gelieferten Fahrzeugen, wo sie auf den ausgedehnten Zuckerrohrplantagen des Bestellers fuhr. Die Zuckerfabrik Rejo Agung, wo die Maschine vor ihrer Rückkehr nach Deutschland zuletzt beheimatet war, betrieb ein Streckennetz von fast 80 km Länge mit etwa 25 Dampfloks. Der Name erinnert an den gleichnamigen Vulkan auf Java. Die Lokomotive ist eine Leihgabe der Dampf-Kleinbahn Mühlenstroth.

### 99 1138
Die 1918 mit der Fabriknummer 16020 bei Henschel & Sohn in Kassel gebaute Brigadelok gelangte 2004 zur Berliner Parkeisenbahn, wo sie seit 2011 im Einsatz ist.

### Dieselloks

#### Diesellokomotiven Typ Ns1

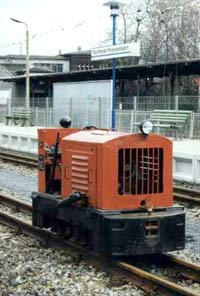
Diesellok Typ NS1 in Wuhlheide-Parkeisenbahn

Ursprünglich wurde dieser Typ als 15-PS-Diesellokomotive konzipiert, später jedoch als 10-PS-Maschine gebaut, da der vorgesehene Motor zunächst nicht zur Verfügung stand. Lokomotiven dieser Baureihe wurden in 699 Exemplaren zwischen 1952 und 1960 im VEB Lokomotivbau Karl Marx Babelsberg (LKM) für die Spurweiten 500 und 600 mm hergestellt. Die Lokomotiven wurden bei LKM mit einem wassergekühlten Einzylinder-Viertakt-Dieselmotor ausgerüstet. Dieser bewährte sich bis etwa Ende der siebziger Jahre. Aufgrund von Ersatzteilproblemen und Verschleißerscheinungen wurde als Austauschmotor überwiegend ein luftgekühlter Vierzylinder-Viertakt-V-Dieselmotor aus dem Motorenwerk Cunewalde eingebaut. In die Lokomotiven wurden vom Hersteller Zwei-Gang-Getriebe mit Konuskupplung eingebaut.
Dem SBF ist es gelungen, mehrere Diesellokomotiven des Typs Ns1 von stillgelegten Werkbahnen zu erwerben und der BPE zur Nutzung zur Verfügung zu stellen.

#### Diesellokomotiven Typ Ns2f

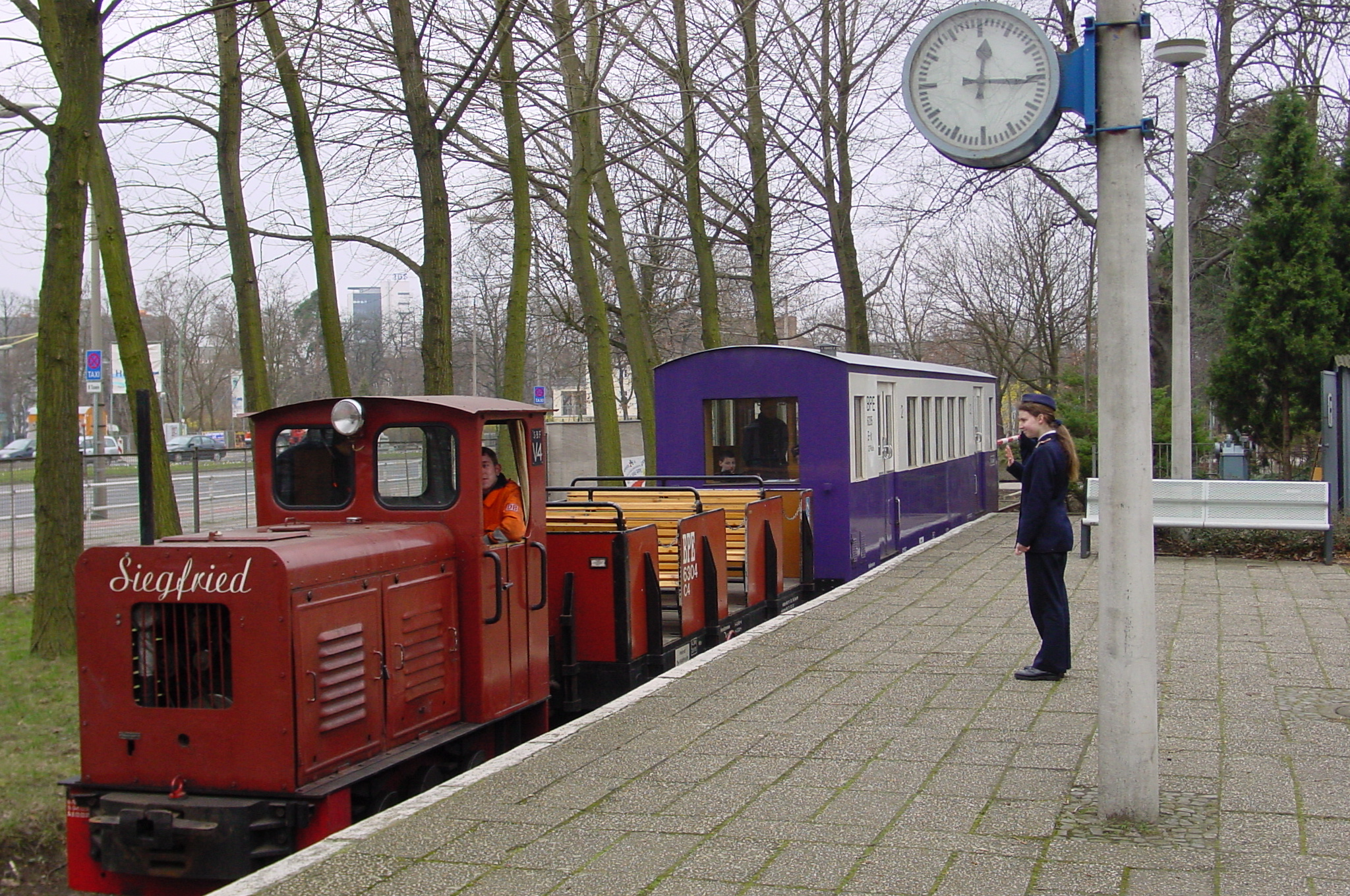
Diesellok Siegfried am Hauptbahnhof

Aus dem Typ Ns2 entstand 1952 die Ns2f. Von ihr wurden von 1952 bis 1959 aufgrund der großen Nachfrage mehr als 1000 Exemplare bei LKM gebaut. In der DDR war die Ns2f die gebräuchlichste Baureihe auf den schmalspurigen Werkbahnen und hat sich bestens im leichten Strecken- und Rangierdienst bewährt. Die Lokomotiven haben Außenrahmen und Stangenantrieb mit Blindwelle. Im Anlieferungszustand waren die Lokomotiven mit einem wassergekühlten Zweizylinder-Viertakt-V-Dieselmotor des Typs Aktivist ausgerüstet. Ende der 1970er Jahre waren die Motoren, bedingt durch die hohen Anforderungen, so verschlissen, dass sie ersetzt werden mussten. Viele Maschinen erhielten nun den luftgekühlten Zweizylinder-Viertakt-Reihendieselmotor vom Schönebecker Dieselmotorenbau.
Dem Verein gelang es, zwei Diesellokomotiven der Baureihe Ns2f zu erwerben, deren Aufarbeitung in Angriff genommen wurde und seit dem Feldbahntreffen 1992 bei einer Lokomotive abgeschlossen ist. Im Jahre 2003 konnte auch die zweite Lok in Betrieb genommen werden. Dadurch stehen beide Loks für den Fahrbetrieb bei der BPE zur Verfügung.

#### Diesellokomotive 199 102-5

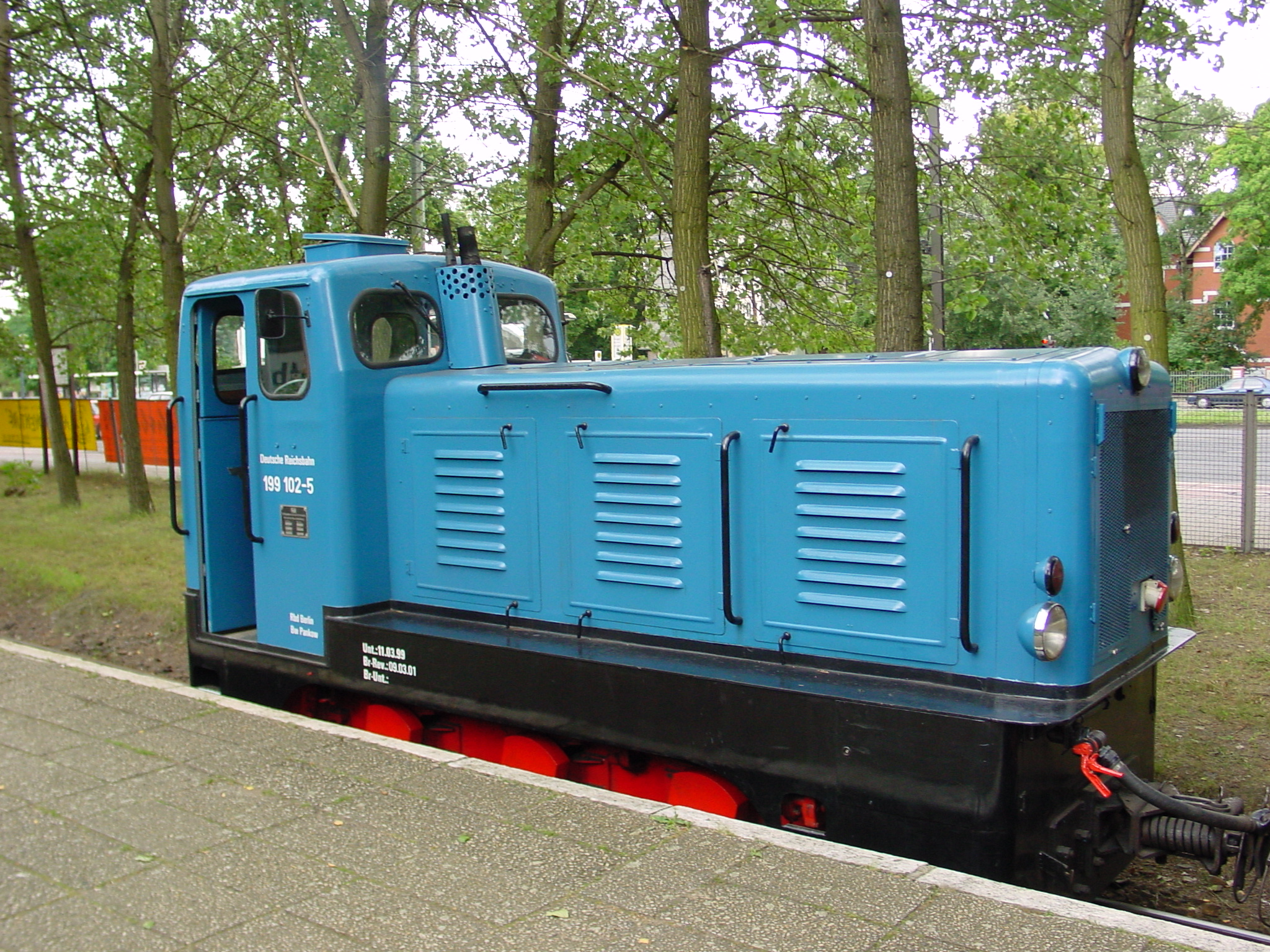
Diesellok Typ V10C am Hauptbahnhof

Aus der Ns4 entstand 1959/60 der 102-PS-Typ V10C. Sein Aussehen wurde gegenüber der Ns4 grundlegend verändert, die Kanten wurden gerundet und so der Form der damaligen Diesellokomotiven des VEB Lokomotivbau Karl Marx Babelsberg (LKM) angepasst. Von den Maschinen dieses Typs baute LKM von 1957 (Baumuster) bis 1975 über 500 Exemplare. LKM erhielt ab 1971 ein neues Produktionsprofil und firmierte unter VEB Luft- und Kältetechnik „Karl Marx“ Babelsberg. Dennoch wurden weiterhin regelspurige und schmalspurige Rangier- und Werkbahnlokomotiven hergestellt. Die V10C-Lokomotiven für die Spurweiten von 600 bis 762 mm hatten Außenrahmen, die für die Spurweiten von 900 bis 1067 mm Innenrahmen sowie eine geringfügig schmalere Seitenschürze. Es wurde außerdem eine modifizierte Version für den Export in tropische Regionen gefertigt. In der DDR war die V10C eine typische Werklokomotive auf Bahnen mit hohen Lastanforderungen.

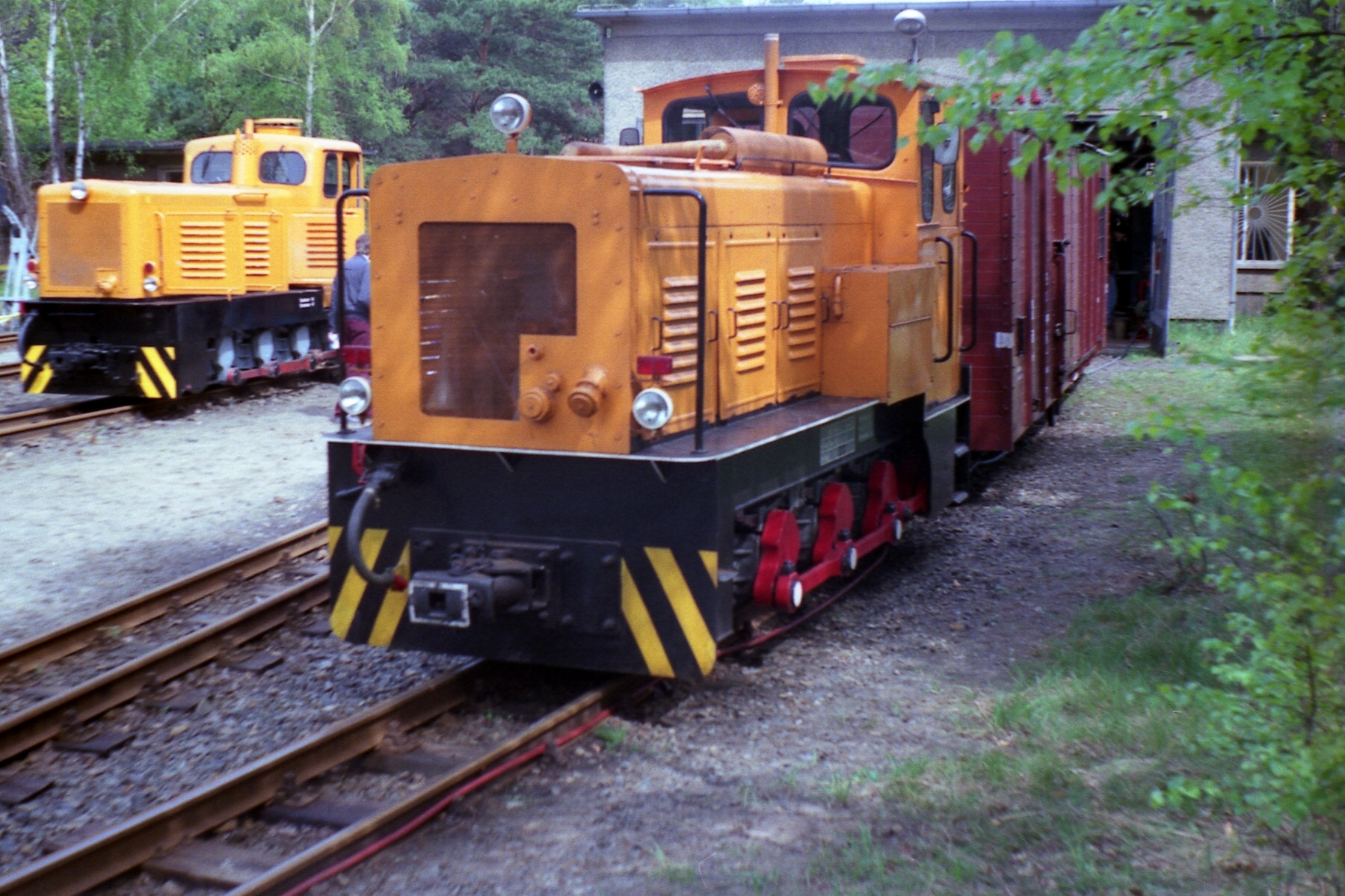
Lok 199 103-3 im Bahnbetriebswerk

1970/71 erhielt die Pioniereisenbahn Berlin zwei fabrikneue Lokomotiven der Baureihe V10C, da mit dem Einsatz der älteren Wagen, die nach der Betriebseinstellung der Mecklenburg-Pommerschen Schmalspurbahn (MPSB) 1969 von dort übernommen worden waren, leistungsstärkere Loks erforderlich wurden. 1980 wurden die beiden Lokomotiven in das Nummernschema der DR aufgenommen und erhielten die Nummern 199 101-7 und 199 102-5.

#### Lok 199 103-3
Zur Verstärkung der beiden V10C-Diesellokomotiven wurde im Jahr 1982 die 1957 gebaute Diesellok vom Typ Ns4 (199 103-3) vom VEB Ziegelei Ueckermünde beschafft. Dies wurde notwendig, um im Zwei-Zug-Betrieb eine Betriebsreserve zu haben.

#### Diesellokomotive 199 105-8

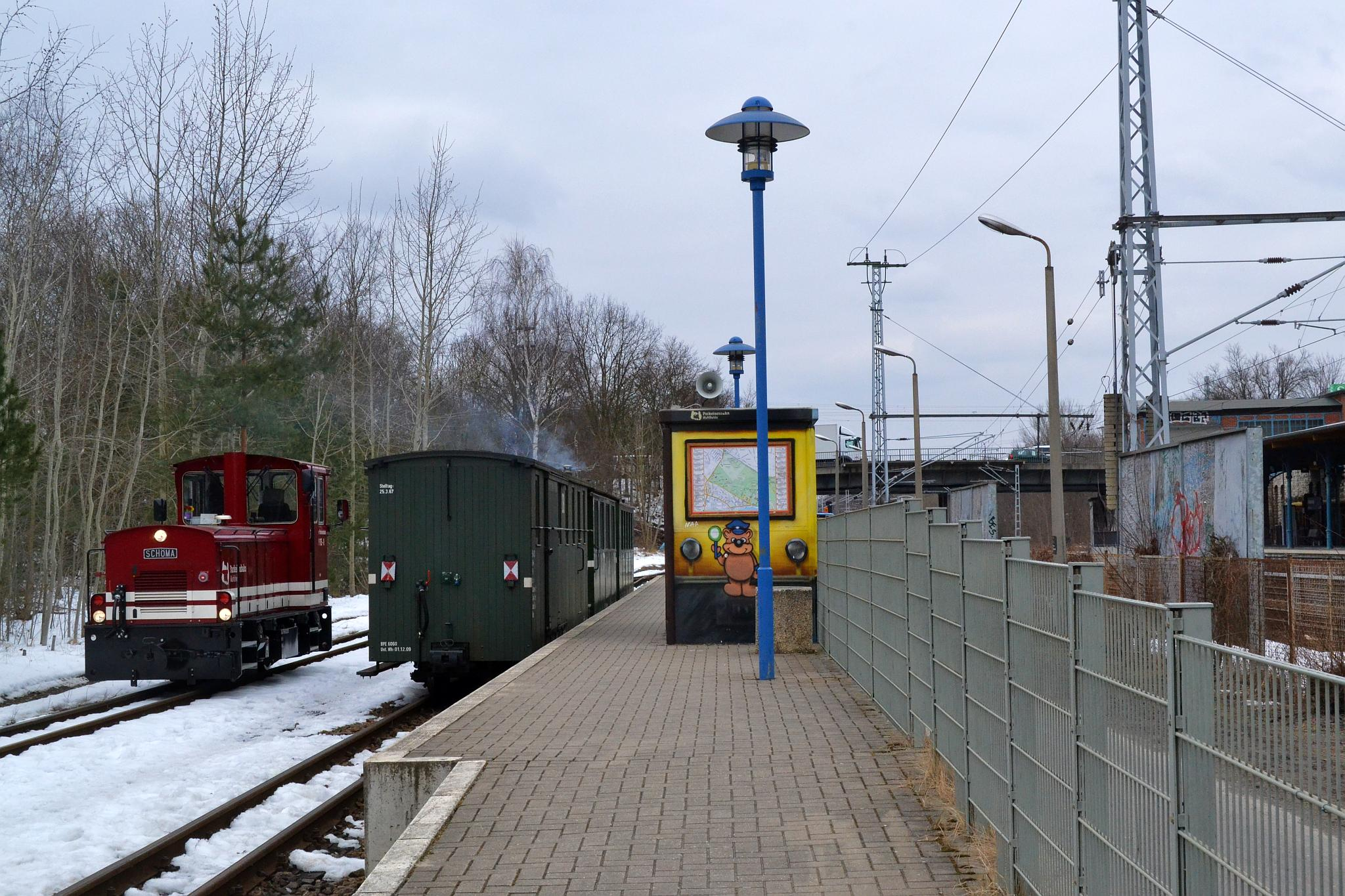
199 105-8 im Bahnhof Wuhlheide-Parkeisenbahn

Die von Schöma hergestellte Lokomotive wurde am 2. Juni 2012 offiziell in Betrieb genommen. Sie wurde aus Mitteln aus dem Vermögen von Parteien und Massenorganisationen der DDR finanziert. Die Lok wiegt 12 Tonnen und verfügt über einen 130-PS-Motor und eine Druckluftbremse der Bauart „Kdi“. Die Gattungsbezeichnung lautet: „Bdh“. Die Lok hat einen großzügigen Endführerstand mit großen Scheiben für eine gute Sicht auf die Strecke. Da die Lok gleichermaßen in beide Richtungen fährt, sollte der Triebfahrzeugführer einen ergonomischen Arbeitsplatz erhalten. So ist je Fahrtrichtung ein Fahrpult vorhanden; des Weiteren gibt es einen Stuhl, den man zu beiden Fahrpulten drehen kann. Das ist einmalig für eine Lok bei der Parkeisenbahn. Weitere Besonderheiten dieser Lok sind eine SiFa, eine Funk-Fernsteuerung für den Rangierbetrieb; die Lok hat alle Voraussetzungen, um mit dem Wagen 6202 als Steuerwagen (in Umbau) als Wendezug zu fahren.

### Personenwagen

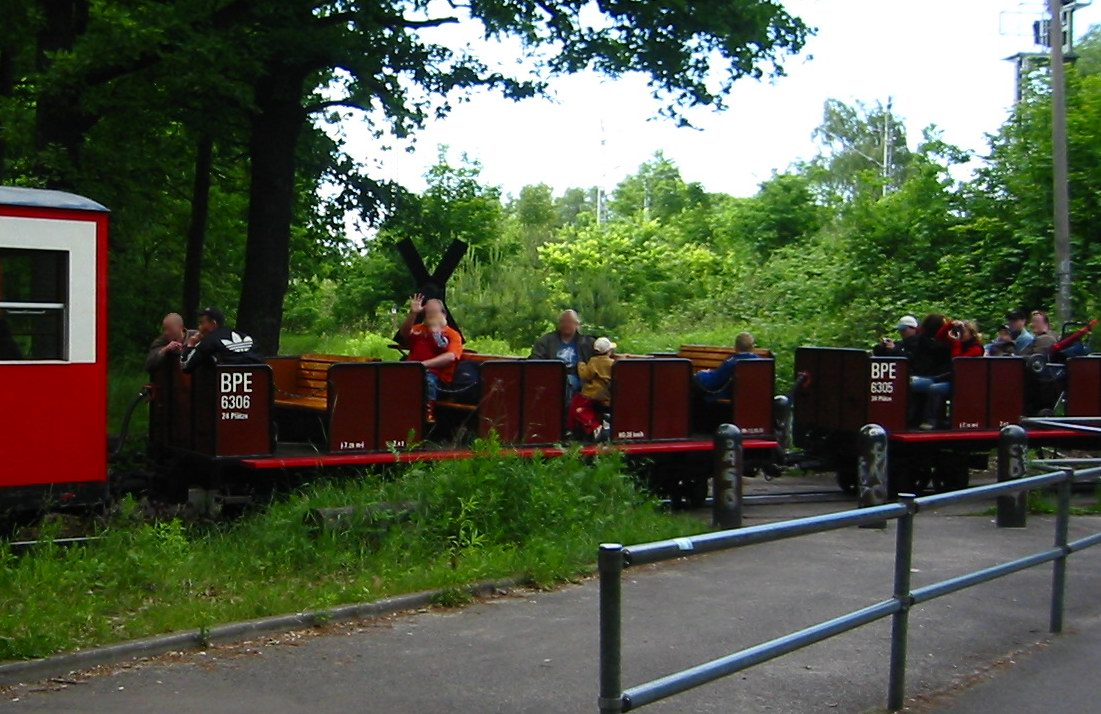
Sommerwagen 6306

Für den Fahrgastverkehr sind rekonstruierte vierachsige Personenwagen vorhanden. Auf alten Fahrgestellen von Wagen der ehemaligen Mecklenburg-Pommerschen Schmalspurbahn (MPSB) wurden im damaligen RAW Schöneweide Wagenkästen modernisiert. Einige Ausstattungsdetails wie die Türen, Fenster oder die Inneneinrichtung mit Holzbänken zeigen Ähnlichkeiten mit früheren Fahrzeugen der Berliner S-Bahn. Ein Wagen dieser Serie wurde im Jahre 2000 in einen Salonwagen umgebaut.
Neben den Reko-Wagen sind fünf Sommerwagen im Einsatz, vier offene Wagen und drei offene Wagen mit Dach. Außerdem verfügt die Berliner Parkeisenbahn über zwei historische Personenwagen, die bei der MPSB als sog. Fakultativwagen für Personen- oder Gütertransporte in Betrieb waren. Seit Ende 2009 ist zudem ein historischer kombinierter Personen-/Packwagen aus dem Jahr 1910 im Einsatz, der ebenfalls von der MPSB stammt.

### Güterwagen
Innerbetrieblichen Zwecken dient eine Reihe von Güterwagen. So wurde ein für die MPSB gebauter Packwagen als Wagen für den Hilfszug umgerüstet. Darüber hinaus befinden sich bei der BPE u. a. ein offener Güterwagen, zahlreiche Kipploren, ein Plattenwagen mit Kran und einige Schotterwagen.

## Arbeitsgemeinschaften
Bei der BPE gibt es mehrere Arbeitsgemeinschaften (AG) für Kinder ab zwölf Jahren und Jugendliche. Die AGs werden von erfahrenen Parkeisenbahnern geleitet.

### AG Fernmeldetechnik
Seit 1989 besteht eine AG Fernmeldetechnik. Technisch interessierten Parkeisenbahnern ab zwölf Jahren steht so der Dienst als Fernmeldemechaniker bei der BPE offen. In der „Ausbildung“ werden Grundlagen der Elektrotechnik und Elektronik sowie die Funktionsweise von Telefonen, elektrischen Uhrenanlagen und anderer Fernmeldetechnik erläutert. Die AG-Teilnehmer sind für Telefone, Bahnsteiglautsprecher, Uhren und Beleuchtung beschäftigt. Sie kümmern sich um die Pflege und Instandhaltung der genannten Anlagen.
Die Kommunikation bei der BPE erfolgt durch verschiedene Fernsprecheinrichtungen, insbesondere durch sogenannte OB-Fernsprecher.

### SuSi (Signal und Sicherungstechnik)
Die SuSi AG kümmert sich um die Stellwerkstechnik (z. B. Signale, Weichen…) und um die Bahnübergänge. Die AG ist für alles, was mit der Sicherheit im Eisenbahnbetrieb zu tun hat, zuständig. In der SuSi AG können Parkeisenbahner ab 16 Jahren mitmachen.

### Jugendgruppe Bahnbetriebswerk
Die Jugendgruppe Bw unterstützt in der Instandhaltung der Fahrzeuge und bei der Fahrbetriebsvorbereitung, beispielsweise durch Rangierarbeiten. Außerdem können die Mitglieder der Jugendgruppe, sofern sie das entsprechende Alter erreicht haben, die Ausbildung zum Heizer und Lokführer machen. Das Mindestalter für die Jugendgruppe Bahnbetriebswerk liegt bei 16 Jahren.

### AG Gleisbau
2023 wurde die AG Gleisbau für Jugendliche ab 16 Jahren gegründet. Sie kümmert sich um die Infrastruktur der Parkeisenbahn, die nicht von der „SuSi“ betreut wird. Hauptprojekt ist aktuell (Stand: 2023) die Strecke von Badesee zur Abzweigstelle Freilichtbühne über Betriebsbahnhof (Haus Natur und Umwelt).

## Fördermittel
Die Parkeisenbahn finanziert sich durch Einnahmen aus Fahrbetrieb und Veranstaltungen sowie durch Spenden. Sie erhielt unter anderem Fördermittel aus dem ehemaligen Vermögen der DDR-Parteien und Massenorganisationen. Dadurch konnten mehrere Projekte verwirklicht werden:
- Vollsanierung des Empfangsgebäudes Eichgestell
- Oberbausanierung Hauptbahnhof – Badesee (1,3 km)
- Beschaffung einer Neubaulokomotive (199 105-08)
- Beschaffung einer 20-t-Hubanlage für die Eisenbahnfahrzeuge[39]